# Натали Сарот
Натали Сарот (на френски: Nathalie Sarraute) е френска писателка на произведения в жанра нов съвременен роман.

## Биография и творчество
Наталия Илинична Черняк е родена на 18 юли 1900 г. в Иваново, Русия, в богато буржоазно еврейско семейство. Родителите ѝ се развеждат, когато е на две години. Живее при майка си в Женева и Париж, а по-късно в Санкт Петербург, прекарвайки веднъж годишно един месец с баща си. След като баща ѝ емигрира в Париж по политически причини, в периода 1909-1917 г. живее с него и втората му съпруга.
Получава разностранно образование като учи английски език и история в Оксфорд, социология в Берлин и право в Сорбоната в Париж. След дипломирането си става адвокат и член на адвокатската колегия на Париж.
През 1925 г. се жени за колегата си адвокат, Реймон Сарот. Двамата имат три дъщери – Клод, Ан и Доминик.
Заедно с работата си и отглеждането на децата си, открива литературата на 20 век и особено произведенията на Марсел Пруст, Джеймс Джойс и Вирджиния Улф. Започва да пише кратки текстове на свои впечатления и спомени през 1932 г. През 1939 г. те са събрани и публикувани в първата ѝ книга „Тропизми“, в която тя анализира спонтанни физически реакции на границата на съзнанието, които са източник на действия, думи и чувства. Книгата е приветствана от писателите Жан-Пол Сартр и Макс Жакоб, и е включена в списъка на „Монд“ за „100-те книги на 20 век“.
През 1940 г. е лишена от адвокатски права поради антиеврейските закони при окупацията на Франция от нацистите през Втората световна война, а след това минава в нелегалност и се развежда през 1941 г., за да предпази съпруга си от лишаване на адвокатска практика, като продължава да живее с него след войната. В този период решава да се посвети на писателската си кариера.
Първият ѝ роман „Портрет на непознат“ е издаден през 1948 г. с предговор от Жан-Пол Сартр. Успехът ѝ идва с романите „Martereau“ и „Планетарий“.
През 1960 г. е сред подписалите „Манифеста на 121-та“, който е в подкрепа на обявяването на независимост на Алжир.
През 1963 г. е публикуван известният ѝ роман „Златните плодове“, който е удостоен с международна награда за литература.
Едновременно за почва да пише и пиеси за театъра, като през 1967 г. е публикувана първата ѝ пиеса „Тишината, последвана от Лъжата“.
Произведенията ѝ са преведени на над 30 езика по света.
Натали Сарот умира на 19 октомври 1999 г. в Париж, Франция.

## Произведения

### Самостоятелни романи
- Portrait d'un inconnu (1948)
- Martereau (1953)
- Le Planétarium (1959)
Планетарий, изд. „Народна култура“, София (1981), прев. Ерма Гечева, Силвия Вагенщайн – сборник
- Les Fruits d'or (1963) – международна награда за литература
Златните плодове. Сборник, прев. Ерма Гечева, Силвия Вагенщайн, изд. „Народна култура“, София (1981)
- Entre la vie et la mort (1968)
- Vous les entendez ? (1972)
- "disent les imbéciles” (1976)
- L'Usage de la parole (1980)
Употребата на словото. Сборник, прев. Ерма Гечева, Силвия Вагенщайн, изд. „Народна култура“, София (1981)
- Enfance (1983)
Детство, прев. Андрей Влахов, изд. „Евразия-Абагар“, София (1998)
- Tu ne t'aimes pas (1989)
Ти не се обичаш, прев. Тодорка Минева, изд. „Съвременник“, София (1997)
- Ici (1995)
- Œuvres complètes (1996)
- Ouvrez (1997)

### Пиеси
- Le Silence, suivi de Le Mensonge (1967)
- Isma ou Ce qui s'appelle rien suivi de Le silence et Le mensonge (1970)
- Le Mensonge, Isma, C'est beau (1978)
- Pour un oui ou pour un non (1982)
Заради едното да или заради едното не, прев. Светлана Панчева, изд. „Панорама“, София (1999)

### Есета
- Tropismes (1939, 1957)
- L'Ère du soupçon (1956)
Ерата на подозрението: Есета за романа, прев. Славянка Мундрова, изд. „Глория Мунди“, София (1998)
- Paul Valéry et l'enfant d'éléphant, suivi de Flaubert le précurseur (1986)

### Екранизации
- 1980 C'est beau – ТВ филм
- 1988 Per un sí o per un no – ТВ филм
- 1990 Pour un oui ou pour un non ТВ филм